# الترجمة الآلية التفاعلية
الترجمة الآلية التفاعلية (IMT)، الترجمة الآلية التفاعلية (IMT) : هي مجال فرعي للترجمة بمساعدة الحاسوب، والتي يندرج تحتها البرمجيات الحاسوبية التي تساعد المترجم البشري على محاولة التنبؤ بالنص الذي يود المستخدم إدخاله بالاعتماد على المعلومات المتاحة، وعندما يكون التنبؤ خاطئ ويقدم المستخدم تغذية راجعة للنظام يتكون تنبؤ جديد اعتمادًا المعلومات الجديدة المتاحة، وتكرر هذه العملية إلى أن تصبح الترجمة المقدمة متوافقة مع توقعات المستخدم.
تعتبر الترجمة الآلية التفاعلية مثيرة للاهتمام خاصة عند ترجمة النصوص في المجالات التي لا يُسمح فيها بإخراج ترجمة تحتوي على أخطاء، وبالتالي تتطلب من المستخدم تعديل الترجمات التي يوفرها النظام، ففي مثل هذه الحالات أثبتت الترجمة الآلية التفاعلية فعاليتها لتوفير فائدة للمستخدمين ، ومع ذلك هناك عدد قليل من البرمجيات التجارية التي تنفذ الترجمة الآلية التفاعلية، والعمل المنجز في هذا المجال يقتصر في الغالب على البحوث الأكاديمية.

## التاريخ
تاريخيًا ظهرت الترجمة الآلية التفاعلية نتيجة تطور نموذج الترجمة بساعدة الحاسوب حيث يعمل المترجم البشري والترجمة الآلية جنبًا إلى جنب.، وهذا العمل هو امتداد للمشروع البحثي TransType الممول من قبل الحكومة الكندية، يهدف هذا المشروع إلى إنتاج ترجمة من خلال دمج تقنيات الترجمة الآلية التي تعتمد على البيانات في بيئة الترجمة التفاعلية بهدف الاستفادة من كفاءة كلًا من النظام الآلي والمترجم البشري.
لاحقًا قام مشروع بحثي TransType2 واسع النطاق ممول من قبل المفوضية الأوروبية بتوسيع هذا العمل من خلال تحليل تضمين نظام ترجمة آلية كامل في العملية، بهدف إنتاج فرضية ترجمة كاملة، والتي تسمح للمستخدم البشري بالتعديل أو القبول الترجمة، إذا قرر المستخدم تعديل الترجمة المقترحة، فسيحاول النظام بعد ذلك تحقيق أقصى استفادة من هذه التعليقات من أجل إنتاج ترجمة جديدة تأخذ في الاعتبار التعديلات التي أدخلها المستخدم.
العمل الأخيرة على إشراك تقييما واسع النطاق مع المستخدمين البشرية وكشف الحقيقة أن الترجمة الآلية التفاعلية حتى يمكن أن يستخدمها المستخدمون الذين لا يتكلمون اللغة المصدر بغية تحقيق القرب من جودة الترجمة المهنية. وعلاوة على ذلك، فإنه أيضا توضيح حقيقة أن سيناريو تفاعلية أكثر فائدة من سيناريو بوستيديشن كلاسيكية.

## آلية العمل
تبدأ عملية الترجمة الآلية التفاعلية مع اقتراح نظام ترجمة افتراضية للمستخدم، ثم قد يقبل المستخدم كامل الجملة أو يعدلها إذا رأى أن هناك بعض الأخطاء. عادة عند تعديل كلمة معينة فمن المفترض أن ما قبلها صحيحة، مما يؤدي إلى بنية تفاعلية من اليسار إلى اليمين. ومتى ما غير المستخدم الكلمة التي يظن أنها غير صحيحة فإن النظام يقترح ترجمة جديدة لما تبقى من الجملة، وتستمر هذه العملية إلى أن تصبح الترجمة المقدمة مرضية للمستخدم
رغم أن الآلية السابقة شُرحت على مستوى الكلمة، فإنه يمكن تنفيذها أيضاعلى مستوى الحرف، وعندها يوفر النظام لاحقة كلما كتب المترجم (البشري) حرفا واحدا. وبالإضافة إلى ذلك، هناك جهد مستمر نحو تغيير نظام التفاعل من اليسار إلى اليمين من أجل تسهيل تفاعل الإنسان والآلة في إطار مشروع ميبركف MIPRCV (التفاعل متعدد الوسائط في التعرف على الأنماط ورؤية الحاسوب)، الممول من الحكومة الإسبانية.
تستخدم طريقة مماثلة في أداة الترجمة كايترا .

## التقييم
التقييم أمر صعب في الترجمة الآلية التفاعلية، يفضل أن يجرى التقييم في التجارب التي تتضمن مستخدمين بشر، وهذا نادراً نظراً لارتفاع التكلفة النقدية، علاوة على ذلك حتى عند التفكير في المترجمين البشريين من أجل إجراء تقييم حقيقي لتقنيات الترجمة الآلية التفاعلية، فليس واضح ما الذي يجب قياسه في مثل هذه التجارب، نظرًا لوجود العديد من المتغيرات التي لا يمكن التحكم فيها و يجب أخذها في عين الاعتبار، مثل الوقت الذي يستغرقه المستخدم من أجل التعود على العملية.
لإجراء تقييمات سريعة في ظروف المختبرية اُجري قياس الترجمة الآلية التفاعلية باستخدام نسبة ضغط المفاتيح أو نسبة ضغط الكلمات، حيث تحاول هذه المعايير قياس عدد ضربات المفاتيح أو الكلمات التي يحتاج المستخدم إلى إدخالها قبل إنتاج المستند المترجم النهائي.

## الاختلافات الكلاسيكية للترجمة بمساعدة الحاسوب
على الرغم من أن الترجمة الآلية التفاعلية هي مجال فرعي للترجمة بمساعدة الكمبيوتر فإن الترجمة الآلية التفاعلية تتميز بالقدرة على التفاعل مع المستخدم، في الترجمة الكلاسيكية بمساعدة الكمبيوتر يقترح نظام الترجمة ترجمة واحدة في أفضل الأحوال، ومن ثم يُطلب من المستخدم تعديل هذه الترجمة لاحقًا، في المقابل في الترجمة الآلية التفاعلية يقترح النظام ترجمة جديدة في كل مرة يتفاعل فيها المستخدم مع النظام، أي بعد إدخال كل كلمة (أو حرف).

## الارتباطات الخارجية
- الآلية تفاعلي» تجريبي
- [صفحة ويب المشروع ترانستيبي http://rali.iro.umontreal.ca/rali/?q=en/TransType]
- & آر سي = 2685 TransType2 صفحة ويب المشروع
- [صفحة ويب المشروع ميبركف https://web.archive.org/web/20131215134436/http://miprcv.iti.upv.es/]